# ليبتوفسكي ميكولاش
ليبتوفسكي ميكولاش مدينة في شمال سلوفاكيا وتتبع إقليم جيلينا.

## توأمة
لليبتوفسكي ميكولاش اتفاقيات توأمة مع كل من:
- Kiskőrös [الإنجليزية]‏
- كالاماريا
- أوبافا
- كيمي

## أعلام
- كولومان سوكول
- صموئيل فون فيشر
- جورج يانوشيك
- يانكو ألكسي
- بافول ستراوس